# (2761) Eddington
(2761) Eddington est un astéroïde de la ceinture principale nommé en l'honneur de Sir Arthur Stanley Eddington, l'un des plus célèbres astrophysiciens britanniques, connu, en particulier, pour la découverte de la limite d'Eddington et ses travaux sur la théorie de la relativité.

## Compléments